# Telesport
A Telesport a Magyar Televízió sportokkal foglalkozó műsorainak címe, illetve az ezeket készítő részleg (sportrovat, sportosztály, sportfőszerkesztőség) elnevezése.

## Története
A Magyar Televízió indulása után Radnai Jánost bízták meg a sportrovat megszervezésével. Az 1950-es évek végére sikerült kiválasztani a később osztály rangra emelt részleg magvát jelentő riportereket: Vitray Tamás, Vitár Róbert és Szőnyi János. Radnai javaslatára mind a négyen elvégezték a Testnevelési Főiskolát. Mellettük közreműködtek külsős munkatársak is. Az 1970-ben kiírt Pályabelépő nevű pályázattal újabb munkatársak érkeztek a sportosztályra: Knézy Jenő, az egykori atléta Gyulai István, a szerkesztő Szalay István. 1976-ban a Népsporttól jött át Dávid Sándor, aki már előtte is tevékenykedett külsős kommentátorként. Az 1980-as évek során érkezett többek között Gulyás László, Komlósi Gábor, Gundel Takács Gábor, Palik László, Héder Barna. Az 1990-es évektől főképp a Komlósi Oktatási Stúdióban végzett fiatalok jelentik az utánpótlást.
A nyári olimpiai játékokról 1960-ban közvetítettek először, akkor még csak kétfős stábbal (Radnai és Vitray). Azóta mindössze két olimpiáról nem volt helyszíni közvetítés: 1964-ben a kelet-közép-európai országok televízióinak munkatársai nem utaztak ki Tokióba, hanem egy berlini stúdióban kommentálták a versenyeket, 1984-ben pedig csak összefoglalók készültek. 2004-ben első ízben a stúdiót is a játékok helyszínén rendezték be.
A téli olimpiai játékokat ugyancsak közvetítik. 1960-ban még csupán stúdióból kommentálva adták felvételről a jégkorong-döntőt, 1964-től viszont a helyszínről közvetítettek. 2010-ben anyagi okok miatt stúdióból kommentálták a játékokat.
Az 1962-es labdarúgó-világbajnokságnak még csak a döntőjét sugározta a Magyar Televízió, filmfelvételről. 1966-tól 2002-ig helyszínről közvetítettek. 2010-re újból megszerezték a közvetítési jogot. A kezdetektől fogva közvetítik az Európa-bajnokságokat is.
1976-ban közvetítettek első ízben Formula–1-es futamot (osztrák nagydíj), Dávid Sándor és Knézy Jenő kommentálásával. A későbbiekben egyre több futam került képernyőre, az 1990-es évek második felétől a teljes évadot közvetítették egészen 2001 végéig.
Az 1990-es évek végétől növekvő konkurenciával kell szembenéznie az MTV-nek, így a Telesportnak is. A Eurosport-on 1996 óta szólalnak meg magyarul a sportközvetítések kommentátorai. (Kezdetben egy megállapodás alapján nem kommentáltak magyarul olyan eseményeket, amit az Magyar Televízió is közvetített, a riporterek pedig külsős munkatársként továbbra is közreműködtek, 1999-ben ért véget ez az együttműködés.) 1997 októberében indultak az országos kereskedelmi televíziók (RTL Klub és TV2), majd 2000 őszén az első magyar tematikus sportcsatorna, a Sport1. Ennek következtében többen távoztak a munkatársak közül, valamint az MTV bizonyos események (magyar bajnoki és válogatott labdarúgó-mérkőzések, Bajnokok Ligája, Formula–1) közvetítési jogát elvesztette.
2011-től az MTVA létrejöttével az MTV és a Duna TV sportosztálya is egyesült. Az új vezetés célul tűzte ki a nagy érdeklődésre számot tartó események közvetítési jogának visszaszerzését. Így visszakerültek az m1-re a labdarúgó NB I és a magyar válogatott mérkőzései, 2012-től a Formula–1-es versenyek is.
A közmédia átszervezése során 2015. március 15-től a sportadások nagy része átmenetileg a Duna csatornára költözött át, majd július 18-án megkezdte adását az közmédia sportcsatornája, az M4 Sport.

## Főszerkesztők
- Radnai János (1958–1988)
- Vitray Tamás (1988–1989)
- Gyulai István (1989–1991)
- Palik László (1991–1992)
- Vitray Tamás (1992–1997)
- Knézy Jenő (1997)
- Hegedűs Csaba (1997–1998)
- Kaplár F. József (ideiglenes) (1998)
- Knézy Jenő (1998–1999)
- Juni György (1999–2001)
- Nyári Zsolt (2001–2002)
- Vitray Tamás (2002–2004)
- Schulek Csaba (2004–2011)
- Riskó Géza (2011–2014)
- Szujó Zoltán (2014–2015)
- Vobeczky Zoltán (2015–2016)
- Héder Barna (2016–2017)
- Székely Dávid (2017–)

## Ismertebb szerkesztő-riporterei

### Jelenlegi munkatársai
- Bobák Róbert – interjúk (labdarúgás, Formula–1)
- Hajdú B. István – labdarúgás, vízilabda, kosárlabda, kézilabda, kerékpár, asztalitenisz
- Knézy Jenő – labdarúgás, kosárlabda, kerékpár, kajak-kenu, úszás
- Lukács Viktor – labdarúgás
- Mayer Ottília – műsorvezető, sporthírek, interjúk
- Mohay Bence – birkózás, vívás
- Petrovics-Mérei Andrea – műsorvezető, sporthírek
- Székely Dávid – labdarúgás, kajak-kenu, kerékpár, atlétika
- Szőke Viktória – műsorvezető, sporthírek
- Varga Ákos –  labdarúgás, kézilabda, vízilabda, kosárlabda, jégkorong
- Vásárhelyi Tamás - atlétika, jégkorong, műkorcsolya, torna, rövidpályás gyorskorcsolya, úszás
- Vidu Pál – torna
- Wéber Gábor – Formula–1

### Korábbi vagy külsős munkatársai
- Ágai Kis András – labdarúgás, kézilabda
- Borbély Zoltán – ökölvívás
- Csisztu Zsuzsa – torna
- Dávid Sándor – Formula–1, vívás, öttusa, torna, sportlövészet, lovassport, cselgáncs
- Deák Horváth Péter – atlétika, kosárlabda, birkózás, úszás, kézilabda
- Dobor Dezső – birkózás, súlyemelés
- Egri János - jégkorong
- Egri Viktor – labdarúgás, kézilabda
- Erdélyi Mariann, szerkesztő
- Faragó Richard – labdarúgás, atlétika, cselgáncs
- Frankl András – Formula–1, tenisz, bob, sí
- Fülöp László – labdarúgás, atlétika
- Gulyás László – kézilabda, vívás, atlétika, labdarúgás, röplabda, evezés, ökölvívás
- Gyulai István – atlétika, torna, vívás, műkorcsolya, tenisz, ökölvívás, sí
- Gyulai Miklós – atlétika
- Havas Judit - szerkesztő
- Héder Barna - Formula–1
- Horváth Mariann – vívás, tenisz, torna, műugrás
- Kaplár F. József – labdarúgás, tenisz, súlyemelés, birkózás, sí
- Kiss Kinga - műsorvezetés
- Knézy Jenő – labdarúgás, kosárlabda, jégkorong, vízilabda, úszás, Formula–1, kajak-kenu
- Komlósi Gábor – asztalitenisz, öttusa, sí
- Kopeczky Lajos – labdarúgás, tenisz
- Kovács Géza László – labdarúgás
- L. Dézsi Zoltán - Olimpia
- László-Bencsik Judit -műsorvezető
- Máthé Pál – öttusa, sportlövészet
- Matuz Krisztián – labdarúgás, asztalitenisz, öttusa
- Mattyasovszky Brigitta - műsorvezető
- Menczer Tamás – labdarúgás, ökölvívás
- Méhes Gábor – torna, kajak-kenu, gyorskorcsolya
- Mezei Dániel – vízilabda, Formula–1, motorsport, tenisz, birkózás, súlyemelés
- Palik László – Formula–1
- Rokob Péter – labdarúgás
- Somos Ákos – labdarúgás, kajak-kenu, sportlövészet, öttusa
- Somos Zoltán – labdarúgás, cselgáncs
- Somogyi Dia - tenisz, műsorvezetés
- Suba Kata -  szerkesztő-riporter, felelős szerkesztő
- Szilasi Viktória, lovas sportok
- Szabó Gábor – atlétika
- Szalay István – szerkesztő
- Szántó Dávid – úszás
- Szegő András – birkózás
- Székely Dávid – hosszútávúszás, strandröplabda, evezés
- Szőnyi János – súlyemelés, birkózás, kézilabda
- Szujó Zoltán – Formula–1, tollaslabda, lovassport
- Tompa Rita - szerkesztő
- Vécsei Mihály- szerkesztő
- Vitár Róbert – labdarúgás, sí
- Vitray Tamás – labdarúgás, úszás, kajak-kenu, evezés, öttusa, vívás, műkorcsolya, ökölvívás, jégkorong
- Zelinka Ildikó – műugrás, műkorcsolya